# Изотопы лития
Изото́пы лития — разновидности атомов (и ядер) химического элемента лития, имеющие разное содержание нейтронов в ядре. На данный момент известны 9 изотопов лития и ещё 2 возбуждённых изомерных состояний некоторых его нуклидов, 10m1Li − 10m2Li.
В природе встречаются два стабильных изотопа лития: 6Li (7,5 %) и 7Li (92,5 %).
Наиболее устойчивый искусственный изотоп, 8Li, имеет период полураспада 0,8403 с.
Экзотический изотоп 3Li (трипротон), по-видимому, не существует как связанная система.

## Происхождение
7Li является одним из немногих изотопов, возникших при первичном нуклеосинтезе (то есть в период от 1 секунды до 3 минут после Большого Взрыва) в количестве не более 10−9 от всех элементов. Некоторое количество изотопа 6Li, как минимум в десять тысяч раз меньшее, чем 7Li, также образовано в первичном нуклеосинтезе.
Примерно в десять раз больше 7Li образовались в звёздном нуклеосинтезе. Литий является промежуточным продуктом реакции ppII, но при высоких температурах активно преобразуется в гелий.
Наблюдаемые соотношения 7Li и 6Li не сходятся с предсказанием стандартной модели первичного нуклеосинтеза (standard BBN). Данное расхождение известно как «primordial lithium problem».

## Разделение
Литий-6 имеет большее сродство с ртутью, чем литий-7. На этом основан процесс обогащения COLEX. Альтернативный процесс — вакуумная дистилляция, происходящая при температурах около 550 °C.
Обычно разделение изотопов лития требовалось для военных ядерных программ (СССР, США, Китая). В настоящее время функционирующими мощностями по разделению обладают лишь Россия и Китай.
Так, в США в 1954 году (по другим данным, в 1955 году) на военном заводе Y-12 был построен цех для разделения изотопов лития. Обогащённый по изотопу 6Li направлялся для производства термоядерного оружия, а обогащённый по 7Li — на нужды гражданской атомной программы США.

## Применение
Изотопы 6Li и 7Li обладают разными ядерными свойствами (сечение поглощения тепловых нейтронов, продукты реакций) и сфера их применения различна.
Гафниат лития входит в состав специальной эмали, предназначенной для захоронения высокоактивных ядерных отходов, содержащих плутоний.

### Литий-6
Применяется в термоядерной энергетике.
При облучении нуклида 6Li тепловыми нейтронами получается радиоактивный тритий 3H:
{\displaystyle {}_{3}^{6}{\textrm {Li}}+{}_{0}^{1}{\textrm {n}}\rightarrow {}_{1}^{3}{\textrm {H}}+{}_{2}^{4}{\textrm {He}}}
Благодаря этому литий-6 может применяться как замена радиоактивного, нестабильного и неудобного в обращении трития как в военных (термоядерное оружие), так и в мирных (управляемый термоядерный синтез) целях. В термоядерном оружии обычно применяется дейтерид лития-6 6LiD.
Перспективно также использование лития-6 для получения гелия-3 (через тритий) с целью дальнейшего использования в дейтерий-гелиевых термоядерных реакторах.

### Литий-7
Применяется в ядерных реакторах. Благодаря очень высокой удельной теплоёмкости и низкому сечению захвата тепловых нейтронов (45 миллибарн) жидкий литий-7 (часто в виде сплава с натрием или цезием) служит эффективным теплоносителем. Фторид лития-7 в сплаве с фторидом бериллия (66 % LiF + 34 % BeF2) носит название «флайб» (FLiBe) и применяется как высокоэффективный теплоноситель и растворитель фторидов урана и тория в высокотемпературных жидкосолевых реакторах, и для производства трития.
Соединения лития, обогащённые по изотопу лития-7, применяются на реакторах PWR для поддержания водно-химического режима, а также в деминерализаторе первого контура. Ежегодная потребность США оценивается в 200—300 кг, производством обладают лишь Россия и Китай.

## Таблица изотопов лития
| Символ нуклида | Z(p)                | N(n)                | Масса изотопа (а. е. м.) | Период полураспада (T1/2)     | Канал распада             | Продукт распада | Спин и чётность ядра | Распространённость изотопа в природе | Диапазон изменения изотопной распространённости в природе |
| Символ нуклида | Энергия возбуждения | Энергия возбуждения | Энергия возбуждения      | Период полураспада (T1/2)     | Канал распада             | Продукт распада | Спин и чётность ядра | Распространённость изотопа в природе | Диапазон изменения изотопной распространённости в природе |
| -------------- | ------------------- | ------------------- | ------------------------ | ----------------------------- | ------------------------- | --------------- | -------------------- | ------------------------------------ | --------------------------------------------------------- |
| 3Li            | 3                   | 0                   | 3,03078(215)#            |                               | p                         | 2He             | 3/2−#                |                                      |                                                           |
| 4Li            | 3                   | 1                   | 4,02719(23)              | 9,1(9)⋅10-23 с [5,06(52) МэВ] | p                         | 3He             | 2−                   |                                      |                                                           |
| 5Li            | 3                   | 2                   | 5,012540(50)             | 3,7(3)⋅10-22 с [1,24(10) МэВ] | p                         | 4He             | 3/2−                 |                                      |                                                           |
| 6Li            | 3                   | 3                   | 6,0151228874(15)         | стабилен                      | стабилен                  | стабилен        | 1+                   | [0,019, 0,078]                       |                                                           |
| 6mLi           | 3562,88(10) кэВ     | 3562,88(10) кэВ     | 3562,88(10) кэВ          | 5,6(14)⋅10-17 с               | ИП                        | 6Li             | 0+                   |                                      |                                                           |
| 7Li            | 3                   | 4                   | 7,016003434(4)           | стабилен                      | стабилен                  | стабилен        | 3/2−                 | [0,922, 0,981]                       |                                                           |
| 8Li            | 3                   | 5                   | 8,02248624(5)            | 838,7(3) мс                   | β−                        | 8Be             | 2+                   |                                      |                                                           |
| 9Li            | 3                   | 6                   | 9,02679019(20)           | 178,2(4) мс                   | β−, n (50,5(1,0)%)        | 8Be             | 3/2−                 |                                      |                                                           |
| 9Li            | 3                   | 6                   | 9,02679019(20)           | 178,2(4) мс                   | β− (49,5(1,0)%)           | 9Be             | 3/2−                 |                                      |                                                           |
| 10Li           | 3                   | 7                   | 10,035483(14)            | 2,0(5)⋅10-21 с [0,2(1,2) МэВ] | n                         | 9Li             | (1−, 2−)             |                                      |                                                           |
| 10m1Li         | 200(40) кэВ         | 200(40) кэВ         | 200(40) кэВ              | 3,7(1,5)⋅10-21 с              | ИП                        | 10Li            | 1+                   |                                      |                                                           |
| 10m2Li         | 480(40) кэВ         | 480(40) кэВ         | 480(40) кэВ              | 1,35⋅10-21 с [0,350(70) МэВ]  | ИП                        | 10Li            | 2+                   |                                      |                                                           |
| 11Li           | 3                   | 8                   | 11,0437236(7)            | 8,75(6) мс                    | β−, n (86,3(9)%)          | 10Be            | 3/2−                 |                                      |                                                           |
| 11Li           | 3                   | 8                   | 11,0437236(7)            | 8,75(6) мс                    | β− (6,0(1,0)%)            | 11Be            | 3/2−                 |                                      |                                                           |
| 11Li           | 3                   | 8                   | 11,0437236(7)            | 8,75(6) мс                    | β−, 2n (4,1(4)%)          | 9Be             | 3/2−                 |                                      |                                                           |
| 11Li           | 3                   | 8                   | 11,0437236(7)            | 8,75(6) мс                    | β−, 3n (1,9(2)%)          | 8Be             | 3/2−                 |                                      |                                                           |
| 11Li           | 3                   | 8                   | 11,0437236(7)            | 8,75(6) мс                    | β−, α (1,7(3)%)           | 7He             | 3/2−                 |                                      |                                                           |
| 11Li           | 3                   | 8                   | 11,0437236(7)            | 8,75(6) мс                    | β−, деление (0,0130(13)%) | 9Li, 2H         | 3/2−                 |                                      |                                                           |
| 11Li           | 3                   | 8                   | 11,0437236(7)            | 8,75(6) мс                    | β−, деление (0,0093(8)%)  | 8Li, 3H         | 3/2−                 |                                      |                                                           |
| 12Li           | 3                   | 9                   | 12,052610(30)            |                               | n                         | 11Li            | (1−,2−)              |                                      |                                                           |
| 13Li           | 3                   | 10                  | 13,061170(80)            | 3,3⋅10-21 с [0,2(9,2) МэВ]    | 2n                        | 11Li            | 3/2−#                |                                      |                                                           |

1. ↑  Открытие этого изотопа не подтверждено
2. ↑  Немедленно распадается на две α-частицы для реакции 8Li → 24He + e−
3. ↑  Немедленно распадается на две α-частицы для реакции 9Li → 24He + 1n + e−
4. ↑  Немедленно распадается на две α-частицы для реакции 11Li → 24He + 31n + e−

### Пояснения к таблице
- Распространённость изотопов приведена для большинства природных образцов. Для других источников значения могут сильно отличаться.

- Индексами 'm', 'n', 'p' (рядом с символом) обозначены возбужденные изомерные состояния нуклида.

- Символами, выделенными жирным шрифтом, обозначены стабильные продукты распада. Символами, выделенными жирным курсивом, обозначены радиоактивные продукты распада, имеющие периоды полураспада, сравнимые с возрастом Земли или превосходящие его и вследствие этого присутствующие в природной смеси.

- Значения, помеченные решёткой (#), получены не из одних лишь экспериментальных данных, а (хотя бы частично) оценены из систематических трендов у соседних нуклидов (с такими же соотношениями Z и N). Неуверенно определённые значения спина и/или чётности заключены в скобки.

- Погрешность приводится в виде числа в скобках, выраженного в единицах последней значащей цифры, означает одно стандартное отклонение (за исключением распространённости и стандартной атомной массы изотопа по данным ИЮПАК, для которых используется более сложное определение погрешности). Примеры: 29770,6(5) означает 29770,6 ± 0,5; 21,48(15) означает 21,48 ± 0,15; −2200,2(18) означает −2200,2 ± 1,8.